# Guizi Lai Le
Guizi Lai Le è un film del 2000 diretto da Wen Jiang, vincitore del Grand Prix Speciale della Giuria al 53º Festival di Cannes. Il film è ambientato in Cina durante l'occupazione giapponese, nel 1945. Nel film sono presenti numerose scene che denunciano la ferocia dei giapponesi nei confronti delle popolazioni cinesi.

## Trama
Un uomo irrompe nella casa di un contadino di nome Ma Dasan in piena notte con un'arma da fuoco e gli ordina di prendere in custodia due prigionieri, e di nasconderli alle truppe imperiali giapponesi fino a Capodanno. A nulla servono i tentativi del contadino per evitare questo rischioso onere, perciò quando l'uomo va via Dasan indice un consiglio di famiglia per decidere il da farsi. Per prima cosa vengono interrogati i prigionieri per capire chi siano e subito comprendono che uno di loro è giapponese e che l'altro è il suo interprete. Allo spettatore è data la possibilità di comprendere entrambe le lingue per poter apprezzare come le traduzioni dell'interprete spesso non corrispondano affatto all'originale. Quello che viene rivelato durante l'interrogatorio dunque non corrisponde alla realtà e la vera identità dell'ufficiale giapponese Kosaburo Hanaya è mantenuta segreta, così da essere accolti con benevolenza come preferiva l'interprete,  nonostante la volontà del giapponese di rivelarla per provocare i cinesi ed essere così ucciso. Nei giorni seguenti Hanaya tenta più volte di porre fine al suo stato di prigionia: prima prova ad attirare l'attenzione delle guardie di ronda, poi vedendo che non riesce ad ottenere il risultato sperato inizia a dare testate al muro e a non mangiare più per poter quantomeno morire. Dasan, per evitare che il giapponese riesca a dar seguito ai suoi tentativi di suicidio, decide di legare i prigionieri e di nutrirli a forza. Nel frattempo Capodanno era passato, ma nessuno era più tornato come pattuito, perciò Dasan pensando che si trattasse solo di ritardo decide di aspettare ancora prima di prendere provvedimenti. Tempo dopo dei soldati giapponesi che avevano deciso di andare a rubare qualche pollo dei cinesi capitano proprio a casa del protagonista, che quindi è costretto a dare un banchetto per evitare che trovino i prigionieri. In ogni caso il giapponese tenta ugualmente di fasi notare legando un pezzo della sua uniforme al collo di una gallina. La manovra viene scoperta da Dasan e il pericolo viene scampato. Tuttavia questo evento fa capire a tutti che tenere per altro tempo i prigionieri sarebbe stato un pericolo troppo grande, perciò viene incaricato Dasan di ucciderli. L'uomo tuttavia non è un omicida, perciò decide di nasconderli e di nutrirli quotidianamente. Tuttavia il nascondiglio viene scoperto da un bambino la cui ingenuità viene sfruttata dall'interprete per mandare un messaggio ai giapponesi con la loro posizione. Anche questo rimane solo un tentativo perché viene scoperto miracolosamente dal padre del bambino. A questo punto tutto il villaggio scopre la bugia di Dasan e Dasan è costretto a trovare qualcuno che possa uccidere per lui i prigionieri. Il sicario viene trovato in un villaggio vicino ed è un vecchio spadaccino famoso per non aver mai sbagliato un colpo. Al momento dell'esecuzione però l'assassino si sbaglia e non riesce a uccidere al primo colpo, questo viene percepito come un segno del destino e un grosso disonore che non gli consente più di terminare il lavoro. Così Dasan si ritrova di nuovo con l'onere di doversi sbarazzare dei prigionieri. Hanaya però in seguito allo spevento, cambia il modo di vedere Dasan e tutti i suoi amici e gli propone un patto che avrebbe lo sollevato dal suo triste incarico e che avrebbe risarcito tutto il villaggio per tutto il cibo che aveva consumato durante i sei mesi di prigionia: vita in cambio di grano. I cinesi accettano di buon grado e il giorno dopo si recano al fortino giapponese con i prigionieri per riscuotere la ricompensa. I giapponesi onorano la parola data da Hanaya e regalano molto più di quanto era pattuito ai cinesi. I cinesi per riconoscenza danno una festa in onore dei giapponesi dove inizia uno scambio culturale basato su scambi di canzoni tradizionali. Ad un certo punto però i giapponesi iniziano a temere che Dasan, che nel frattempo si era recato a prendere la sua donna incinta a casa, fosse andato a chiamare coloro che hanno fatto prigioniero Hanaya e allora iniziano a fare domande. Per tranquillizzare i giapponesi i cinesi spiegano cosa era andato a fare Dasan, però uno di loro, ignorando totalmente la gravità della sua azione, mentre parla carezza la testa del capo del drappello giapponese scatenando l'ira di tutti i soldati. L'esercito giapponese incendia il villaggio e uccide tutti gli abitati, solo Dasan e la sua donna si salvano. Quella stessa notte viene annunciata la resa dell'impero giapponese a causa dell'esplosione delle bombe atomiche a Hiroshima e Nagasaki. Tutti i soldati giapponesi su suolo cinese vengono quindi fatti prigionieri dall'esercito cinese e portati in un campo di detenzione. Dasan pazzo di rabbia e desideroso di vendetta si reca in uno di questi campi per uccidere quanti più giapponesi fosse possibile. Una volta catturato dalla polizia cinese Dasan viene condannato ad essere giustiziato da un detenuto giapponese. L'ufficiale giapponese più alto in grado incarica quindi Hanaya di decapitarlo con la katana.

## Riconoscimenti
- Grand Prix Speciale della Giuria al Festival di Cannes 2000